# Michael Metzeltin
Michael Metzeltin (n. 8 iulie 1943, Sorengo⁠(d), Cantonul Ticino, Elveția) este un lingvist austriac, membru de onoare al Academiei Române (din 2004).